# Таврія (Скадовський район)
Таврія — селище в Україні, у Скадовській міській громаді Скадовського району Херсонської області. Населення становить 1297 осіб. 

## Історія
Відповідно до Розпорядження Кабінету Міністрів України від 12 червня 2020 року № 726-р «Про визначення адміністративних центрів та затвердження територій територіальних громад Херсонської області» увійшло до складу Скадовської міської громади.
24 лютого 2022 року селище тимчасово окуповане російськими військами під час російсько-української війни.

## Населення
Згідно з переписом УРСР 1989 року чисельність наявного населення селища становила 1209 осіб, з яких 586 чоловіків та 623 жінки.
За переписом населення України 2001 року в селищі мешкало 1297 осіб.

### Мовний склад
Рідна мова населення за даними перепису 2001 року:
| Мова       | Чисельність, осіб | Доля     |
| ---------- | ----------------- | -------- |
| Українська | 1 196             | 92,21 %  |
| Російська  | 77                | 5,94 %   |
| Інше       | 24                | 1,85 %   |
| Разом      | 1 297             | 100,00 % |